# Металлургия
Металлу́ргия и металлурги́я (от др.-греч. μεταλλουργέω — добываю руду, обрабатываю металлы) — область науки и техники, охватывающая процессы получения металлов из руд или других видов сырья, а также процессы, связанные с изменением химического состава, структуры и свойств металлических сплавов и производством разнообразных металлических изделий из них. В первоначальном, узком значении — искусство извлечения металлов из руд. В настоящее время металлургия является также отраслью промышленности.
Структурные свойства металлических материалов в зависимости от их состава и способов обработки изучаются в рамках металловедения. К металлургии относятся:
- производство металлов из природного сырья и других металлосодержащих продуктов;
- получение сплавов;
- обработка металлов в горячем и холодном состоянии;
- сварка;
- нанесение покрытий из металлов;
- область материаловедения, изучающая физическое и химическое поведение металлов, интерметаллидов и сплавов.

К металлургии примыкает разработка, производство и эксплуатация машин, аппаратов, агрегатов, используемых в металлургической промышленности. На условной границе между металлургией и горным делом находятся процессы окускования (подготовка обогащённого сырья к дальнейшей пирометаллургической переработке). С точки зрения академической науки их относят к металлургическим дисциплинам. С металлургией тесно связаны коксохимия, производство огнеупорных материалов, и химия (когда речь идёт о металлургии редкоземельных металлов, например).
Обобщённое название лиц, занятых в металлургии — металлург.

## Разновидности металлургии
В мировой практике исторически сложилось деление металлов на чёрные (железо, марганец, хром и сплавы на их основе) и все остальные — нечёрные (англ. Non-ferrous metals) или цветные металлы. Соответственно, металлургия часто подразделяется на чёрную и цветную.
Чёрная металлургия включает добычу и обогащение руд чёрных металлов, производство чугуна, стали и ферросплавов. К чёрной металлургии относят также производство проката чёрных металлов, стальных, чугунных и других изделий из чёрных металлов.
К цветной металлургии относят добычу, обогащение руд цветных металлов, производство цветных металлов и их сплавов. По физическим свойствам и назначению цветные металлы условно делят на тяжёлые (медь, свинец, цинк, олово, никель) и лёгкие (алюминий, титан, магний).
По основному технологическому процессу металлургия подразделяется на пирометаллургию и гидрометаллургию.
- Пирометаллургия (от др.-греч. πῦρ «огонь») — металлургические процессы, протекающие при высоких температурах (обжиг, плавка и т. п.). Разновидностью пирометаллургии является плазменная металлургия.
- Гидрометаллургия (от др.-греч. ὕδωρ «вода») — процесс извлечения металлов из руд, концентратов и отходов различных производств при помощи воды и различных водных растворов химических реактивов (выщелачивание) с последующим выделением металлов из растворов (например, цементацией, электролизом).

Во многих странах мира идёт интенсивный научный поиск по применению различных микроорганизмов в металлургии, то есть применение биотехнологии (биовыщелачивание, биоокисление, биосорбция, биоосаждение и очистка растворов). К настоящему времени наибольшее применение биотехнические процессы нашли для извлечения таких цветных металлов, как медь, золото, цинк, уран, никель из сульфидного сырья. Особое значение имеет реальная возможность использования методов биотехнологии для глубокой очистки сточных вод металлургических производств.

## Производство и потребление металлов

### Распространение и сферы применения
Из наиболее ценных и важных для современной техники металлов лишь немногие содержатся в земной коре в больших количествах: алюминий (8,9 %), железо (4,65 %), магний (2,1 %), титан (0,63 %). Природные ресурсы некоторых весьма важных металлов измеряются сотыми и даже тысячными долями процента. Особенно бедна природа благородными и редкими металлами.
Производство и потребление металлов в мире постоянно растёт. С середины 1980-х по середину 2000-х годов ежегодное мировое потребление металлов и мировой металлофонд удвоились и составляют, соответственно, около 800 млн тонн и около 8 млрд тонн. Изготовленная с использованием чёрных и цветных металлов доля продукции в настоящее время составляет 72—74 % валового национального продукта государств. Металлы в XXI веке остаются основными конструкционными материалами, так как по своим свойствам, экономичности производства и потребления не имеют себе равных в большинстве сфер применения.
Из 800 млн т ежегодно потребляемых металлов более 90 % (750 млн т) приходится на сталь, около 3 % (20—22 млн т) на алюминий, 1,5 % (8—10 млн т) — медь, 5—6 млн т — цинк, 4—5 млн т — свинец (остальные — менее 1 млн т).
Масштабы производства таких цветных металлов, как алюминий, медь, цинк, свинец, измеряются в млн т/год; таких как магний, титан, никель, кобальт, молибден, вольфрам — в тыс. т, таких как селен, теллур, золото, платина — в тоннах, таких как иридий, осмий и т. п. — в килограммах.
В настоящее время основная масса металлов производится и потребляется в таких странах как США, Япония, Китай, Россия, Германия, Украина, Франция, Италия, Великобритания и другие.
Благодаря своим физическим свойствам (твёрдость, высокая плотность, температура плавления, теплопроводность, электропроводность, звукопроводность, внешний вид и другим) они находят применение в различных областях.
Применение металлов зависит от их индивидуальных свойств:
- железо и сталь обладают твёрдостью и прочностью. Благодаря этим их свойствам они широко используются в строительстве;
- алюминий ковок, хорошо проводит тепло, обладает высокой прочностью при сверхнизких температурах. Он используется для изготовления кастрюль и фольги, в криогенной технике. Благодаря своей низкой плотности — при изготовлении частей самолётов;
- медь обладает пластичностью и высокой тепло- и электропроводностью. Именно поэтому она нашла своё широкое применение в производстве электрических кабелей и энергетическом машиностроении;
- золото и серебро очень тягучи, вязки и химически инертны, обладают высокой стоимостью, используются в ювелирном деле. Золото также используется для изготовления неокисляемых электрических соединений.

### Сплавы и их применение
В чистом виде металлы применяются незначительно. Гораздо большее применение находят сплавы металлов, так как они обладают особыми индивидуальными свойствами.
Наиболее часто используются сплавы алюминия, хрома, меди, железа, магния, никеля, титана и цинка. Много усилий было уделено изучению сплавов железа и углерода. Обычная углеродистая сталь используется для создания дешёвых, высокопрочных изделий, когда вес и коррозия не критичны.
Нержавеющая или оцинкованная сталь используется, когда важно сопротивление коррозии. Алюминиевые и магниевые сплавы используются, когда требуются прочность и лёгкость.
Медно-никелевые сплавы (такие, как монель-металл) используются в коррозионно-агрессивных средах и для изготовления ненамагничиваемых изделий. Суперсплавы на основе никеля (например, инконель) используются при высоких температурах (турбонагнетатели, теплообменники и т. п.). При очень высоких температурах используются монокристаллические сплавы.

## История
Археологические исследования свидетельствуют о том, что различные народы добывали металл с давних пор. Однако, перед тем, как освоить процессы добычи руды и выплавки из неё металла, человечество не позднее 9-го тысячелетия до н. э. уже приобрело представления о свойствах самородочного золота и меди, а также — метеоритного железа. Зарождение примитивных методов металлообработки связывают с появлением холодной ковки металлов при помощи каменного молота, однако применение этой процедуры к меди и железу оказалось проблематичным. В силу этого, наиболее часто из самородных металлов использовалось золото, причём, благодаря яркой окраске, его было легче найти и, благодаря высокой ковкости, — проще обработать. Однако сравнительная мягкость этого материала (твёрдость по шкале Мооса 2—3) не давала возможности изготовлять из него вооружение и инструменты. Известно, что самородочная медь в процессе холодной ковки становилась более твёрдой, так как такой металл почти не имеет примесей. С открытием горячей кузнечной обработки меди, в эпохе энеолита процессы производства медных изделий стали более распространёнными.
В частности, обнаруженные в 1950—1960-х годах в юго-западной части Малой Азии следы выплавки меди датируются 7—6 тысячелетием до н. э. Первые свидетельства того, что человек занимался металлургией, в 5—6 тысячелетии до н. э. были найдены в Майданпеке, Плочнике и других местах в Сербии (в том числе медный топор 5500 лет до н. э., относящийся к культуре Винча), Болгарии (5000 лет до н. э.), Палмеле (Португалия), Испании, Стоунхендже (Великобритания). Однако, как это нередко случается со столь давними явлениями, возраст не всегда может быть точно определён.
В культуре ранних времён присутствуют серебро, медь, олово и метеоритное железо, позволявшие вести ограниченную металлообработку. Так, высоко ценились «Небесные кинжалы» — египетское оружие, созданное из метеоритного железа за 3000 лет до н. э. Но, научившись добывать медь и олово из горной породы и получать сплав, названный бронзой, люди в 3500-е годы до н. э. вступили в Бронзовый век.
В бронзовом веке (3—1 тысячелетие до н. э.) применение получили изделия и орудия труда из сплавов меди с оловом (оловянная бронза). Этот сплав — древнейший сплав, выплавленный человеком. Считается, что первые изделия из бронзы получены за 3 тысячи лет до н. э. восстановительной плавкой смеси медной и оловянной руд с древесным углём. Значительно позже бронзы стали изготовлять добавкой в медь олова и других металлов (алюминиевые, бериллиевые, кремненикелевые, латунные (сплавы меди с цинком) и другие). Бронзы применялись вначале для производства оружия и орудий труда, затем для отливки колоколов, пушек и так далее. В настоящее время наиболее распространены алюминиевые бронзы, содержащие 5—12 % алюминия с добавками железа, марганца и никеля.
Вслед за медью человек стал использовать железо.
Общее представление о трёх «веках» — каменном, бронзовом и железном — возникло ещё в античном мире (Тит Лукреций Кар). Термин «железный век» был введён в науку в середине XIX века датским археологом К. Томсеном.
Получение железа из руды и выплавка металла на основе железа было гораздо сложнее. Считается, что технология была изобретена хеттами примерно в 1200 году до н. э., что стало началом Железного века. В расшифрованных хеттских текстах XIX века до н. э. упоминается о железе как о металле, «упавшем с неба». Секрет добычи и изготовления железа стал ключевым фактором могущества филистимлян.
Принято считать, что человек познакомился с метеоритным железом. Косвенным подтверждением этому является названия железа на языках древних народов: «небесное тело» (древнеегипетский, древнегреческий), «звезда» (древнегреческий). Шумеры называли железо «небесной медью». Возможно, поэтому всё, что было связано в древности с железом, было окружено ореолом таинственности. Люди, добывающие и перерабатывающие железо, были окружены почётом и уважением, к которым примешивалось и чувство страха (их часто изображали колдунами).
Ранний железный век Европы охватывает период X—V веков до н. э. Этот период получил название гальштатская культура по названию города Гальштат в Австрии, возле которого были найдены железные предметы того времени. Поздний или «второй железный век» охватывает период V—II веков до н. э. — начало н. э. и получил название «латенская культура» — по одноимённому месту в Швейцарии, от которого осталось много железных предметов. Латенская культура связывается с кельтами, считавшимися мастерами изготовления различных орудий из железа. Большое переселение кельтов, начавшееся в V веке до н. э., способствовало распространению этого опыта на территории Западной Европы. От кельтского названия железа «изарнон» произошли немецкое «айзен» и английское «айрон».
В конце 2-го тысячелетия до н. э. железо появилось в Закавказье. В степях Северного Причерноморья в VII—I веках до н. э. обитали племена скифов, создавших наиболее развитую культуру раннего железного века на территории России и Украины.
Вначале железо ценилось очень дорого, использовалось для изготовления монет, хранилось в царских сокровищницах. Затем оно стало всё активнее использоваться как орудие труда, и как оружие. Об использовании железа в качестве орудий труда упоминается в «Илиаде» Гомера. Там же упоминается о том, что Ахилл наградил победителя дискобола диском из железа. Греческие мастера уже в древние времена использовали железо. В построенном греками храме Артемиды барабаны мраморных колонн храма были скреплены мощными железными штырями длиной 130, шириной 90 и толщиной 15 мм.
Пришедшие в Европу народы с Востока внесли свой вклад в распространение металлургии. По преданию, колыбелью монголов и туркменов были богатые рудами Алтайские горы. Своими богами эти народы считали тех, кто ведал кузнечным ремеслом. Доспехи и оружие воинственных кочевников из Средней Азии было сделано из железа, что подтверждает их знакомство с металлургией.
Богатые традиции производства изделий из железа имеются в Китае. Здесь, возможно, ранее, чем у других народов, научились получать жидкий чугун и делать из него отливки. До наших дней сохранились некоторые уникальные отливки из чугуна, изготовленные в первом тысячелетии н. э., например, колокол высотой 4 м и диаметром 3 м, массой 60 т.
Известны уникальные изделия металлургов древней Индии. Классическим примером является знаменитая вертикально стоящая Кутубская колонна в Дели массой 6 тонн, высотой 7,5 м и диаметром 40 см. Надпись на колонне гласит, что она сооружена примерно в 380—330 годах до н. э. Анализ показывает, она сооружена из отдельных криц, сваренных в кузнечном горне. На колонне нет ржавчины. В захоронениях древней Индии найдено стальное оружие, изготовленное в середине первого тысячелетия до н. э.
Таким образом, следы развития чёрной металлургии можно отследить во многих прошлых культурах и цивилизациях. Сюда входят древние и средневековые королевства и империи Среднего Востока и Ближнего Востока, древний Египет и Анатолия, Карфаген, греки и римляне античной и средневековой Европы, Китай, Индия, Япония и т. д. Нужно заметить, что многие методы, устройства и технологии металлургии первоначально были придуманы в Древнем Китае, а потом и европейцы освоили это ремесло (изобретя доменные печи, чугун, сталь, гидромолоты и тому подобное). Тем не менее, последние исследования свидетельствуют о том, что технологии римлян были гораздо более продвинутыми, чем предполагалось ранее, особенно в области горной добычи и ковки.
Рождение научной металлургии связывают с трудами Георгия Агриколы. Он создал фундаментальный труд «О металлах» в двенадцати томах. Первые шесть томов посвящены горному делу, 7-й — «пробирному искусству», то есть способам проведения опытных плавок, 8-й — обогащению и подготовке руд к плавке, 9-й — способам выплавки металла, 10-й — разделению металлов, 11-й и 12-й тома — различным устройствам и оборудованию.

Подвергая руду нагреванию, обжигу и прокаливанию, удаляют этим часть веществ, примешанных к металлу. Много отнимается примесей при дроблении руды в ступах, еще более при промывке, грохочении и сортировке. Однако этим путем нельзя еще отделить все, что скрывает металл от глаза. Плавка необходима, так как только посредством ее горные породы и затвердевшие соки (рассолы) отделяются от металлов, которые приобретают свойственный им цвет, очищаются и становятся во многих отношениях полезны человеку. Во время плавки отделяются вещества, которые ранее были примешаны к металлу. Руды сильно отличаются, во-первых, по металлам, которые в них содержатся, затем по количеству содержащегося в них металла, а также по тому, что одни из них быстро плавятся на огне, а другие — медленно. Поэтому существует много способов плавки

Большой вклад в развитие металлургии внёс русский горный инженер и изобретатель Петр Аносов. Он больше известен тем, что открыл секрет изготовления древней булатной стали. Кроме того, он стал первым металлургом, начавшим научное изучение влияния на сталь различных элементов. Исследовал добавки золота, платины, марганца, хрома, алюминия, титана и других элементов и первым доказал, что физико-химические и механические свойства стали могут быть значительно изменены и улучшены добавками некоторых легирующих элементов. Аносов заложил основы металлургии легированных сталей.
Аносов описал технологию ковки и закалки для получения булата. В качестве закаливающей среды применял горячее сало. Аносов писал: «Оружие всякого рода достаточно закаливать в сале, предварительно нагретом почти до точки кипения, ибо дознано из опытов, что в горячем сале закалка бывает твёрже».
Существенный вклад в развитие металлургии как науки внёс русский учёный Д. К. Чернов. Его открытия легли в основу ряда процессов получения и обработки металлов. Он определил влияние термической обработки стали на её структуру и свойства. В 1868 году открыл критические точки фазовых превращений стали, названные точками Чернова. В 1868 году — точки a, b, c и в 1878 точку d.
Анализируя строение литой стали и причины появления таких дефектов стального слитка, как газовые пузыри, рыхлость и прочее, разработал ряд способов устранения недостатков. В 1878 году впервые доказал, что сталь является кристаллическим телом. Создал теорию кристаллизации стали, на основе которой разработал предложения по улучшению кристаллической и химической однородности стальных слитков. Разработал совместно с инженером К. П. Поленовым «русский способ» бессемерования, позволяющий выплавлять сталь из низкокремнистых чугунов за счет предварительного перегрева чугуна до заливки его в конвертор. В 1915 году Чернов создал схему затвердевания жидкой стали (по аналогии с кристаллизацией раствора квасцов при замерзании) и подтвердил её правильность на практике.

## Добывающая металлургия
Добывающая металлургия заключается в извлечении ценных металлов из руды и подготовке извлечённого сырья для дальнейшего передела. Для того, чтобы превратить оксид или сульфид металла в чистый металл, руда должна быть обогащена физическим, химическим, оптическим или электролитическим способом. Масштабы переработки руд в мире огромны. Только на территории СССР в конце 1980-х — начале 1990-х годов ежегодно добывалось и подвергалось обогащению более 1 млрд тонн руды.
Металлурги работают с тремя основными составляющими: сырьём (руда или окускованный промпродукт и добавки в виде флюсов и легирующих материалов) и отходами. Горные работы не обязательны, если руда и окружающая среда позволяют провести выщелачивание. Таким путём можно растворить минерал и получить обогащённый минералом раствор. Зачастую руда содержит несколько ценных металлов. В таком случае отходы одного процесса могут быть использованы в качестве сырья для другого процесса.

## Чёрная металлургия
Железо в природе находится в руде в виде оксидов Fe3O4, Fe2O3, гидроксида Fe2O3×H2O, карбонатов FeCO3 и других. Поэтому для восстановления железа и получения сплавов на его основе существует несколько стадий, включающих подготовку сырья к доменной плавке (окускование), доменное производство и производство стали.

### Доменное производство чугуна
На первой стадии получения железосодержащих сплавов происходит высвобождение железа из руды или окускованного сырья в доменной печи при температуре свыше 1000 °C и выплавка чугуна. Свойства получаемого чугуна зависят от хода процесса в доменной печи. Поэтому, задавая процесс восстановления железа в доменной печи, можно получить два вида чугуна: передельный, который идёт в дальнейший передел для выплавки стали, и литейный чугун, из которого получают чугунные отливки.

### Производство стали
Передельный чугун служит для производства стали. Сталь — это сплав железа с углеродом и легирующими элементами. Она прочнее чугуна и более пригодна для строительных конструкций и производства деталей машин. Выплавка стали происходит в сталеплавильных печах, где металл находится в жидком состоянии.
Существует несколько методов получения стали. Основными методами получения стали являются: кислородно-конверторный, мартеновский, электроплавильный. Каждый метод использует различное оборудование — конвертеры, мартеновские печи, индукционные печи, дуговые печи.

#### Кислородно-конвертерный процесс
Первым способом массового производства жидкой стали был бессемеровский процесс. Этот способ производства стали в конвертере с кислой футеровкой был разработан англичанином Г. Бессемером в 1856—1860 годах. В 1878 году С. Томасом был разработан схожий процесс в конвертере с основной футеровкой, получивший название томасовский процесс. Сущность конвертерных процессов (бессемеровского и томасовского) на воздушном дутье заключается в том, что залитый в плавильный агрегат (конвертер) чугун продувают снизу воздухом: содержащийся в воздухе кислород окисляет примеси чугуна, в результате чего он превращается в сталь. При томасовском процессе, кроме того, в основной шлак удаляются фосфор и сера. При окислении выделяется тепло, которое обеспечивает нагрев стали до температуры около 1600 °С.

#### Мартеновский процесс
Сущность другого способа получения стали с помощью мартеновского процесса заключается в ведении плавки на поду пламенной отражательной печи, которая оборудована регенераторами для предварительного подогрева воздуха (иногда и газа). Идея получения литой стали на поду отражательной печи высказывалась многими учеными (например, в 1722 году Реомюром), однако осуществить это долгое время не удавалось, так как температура факела обычного в то время топлива — генераторного газа — была недостаточной для получения жидкой стали. В 1856 году братья Сименс предложили использовать для подогрева воздуха тепло горячих отходящих газов, устанавливая для этого регенераторы. Принцип регенерации тепла был использован Пьером Мартеном для плавки стали. Началом существования мартеновского процесса можно считать 8 апреля 1864 года, когда П. Мартен на одном из заводов Франции выпустил первую плавку.
Для выплавки стали в мартеновскую печь загружают шихту, состоящую из чугуна, скрапа, металлического лома и других компонентов. Под действием тепла от факела сжигаемого топлива шихта постепенно плавится. После расплавления в ванну вводят различные добавки для получения металла заданного состава и температуры. Готовый металл из печи выпускают в ковши и разливают. Благодаря своим качествам и невысокой стоимости мартеновская сталь нашла широкое применение. Уже в начале XX века в мартеновских печах выплавляли половину общего мирового производства стали.
Первая мартеновская печь в России была построена в Калужской губернии на Ивано-Сергиевском железоделательном заводе С. И. Мальцевым в 1866—1867 годах. В 1870 году первые плавки проведены в печи вместимостью 2,5 т, построенной известными металлургами А. А. Износковым и Н. Н. Кузнецовым на Сормовском заводе. По образцу этой печи позже на других русских заводах были построены аналогичные печи большей вместимости. Мартеновский процесс стал основным в отечественной металлургии. Огромную роль сыграли мартеновские печи в годы Великой Отечественной войны. Советским металлургам на Магнитогорском и Кузнецком металлургических комбинатах впервые в мировой практике удалось удвоить садку мартеновских печей без существенной их перестройки, организовав производство высококачественной стали (броневой, подшипниковой и т. п.) на действовавших в то время мартеновских печах. В настоящее время в связи с расширением конвертерного и электросталеплавильного производства стали масштабы производства мартеновской стали сокращаются.
В основной мартеновской печи можно переплавлять чугун и скрап любого состава и в любой пропорции и получать при этом качественную сталь любого состава (кроме высоколегированных сталей и сплавов, которые получают в электропечах). Состав применяемой металлической шихты зависит от состава чугуна и скрапа и от расхода чугуна и скрапа на 1 т стали. Соотношение между расходом чугуна и скрапа зависит от многих условий.

#### Электросталеплавильное производство
В настоящее время для массовой выплавки стали применяют дуговые сталеплавильные электропечи, питаемые переменным током, индукционные печи и получающие распространение в последние годы дуговые печи постоянного тока. Причём доля печей последних двух видов в общем объёме выплавки невелика.
В дуговых электропечах переменного тока выплавляют стали электропечного сортамента. Основным достоинством дуговых электропечей является то, что в них в течение многих десятилетий выплавляют основную часть высококачественных легированных и высоколегированных сталей, которые затруднительно либо невозможно выплавлять в конвертерах и мартеновских печах. Благодаря возможности быстро нагреть металл, можно вводить большие количества легирующих добавок и иметь в печи восстановительную атмосферу и безокислительные шлаки (в восстановительный период плавки), что обеспечивает малый угар вводимых в печь легирующих элементов. Кроме того, имеется возможность более полно, чем в других печах, раскислять металл, получая его с более низким содержанием оксидных неметаллических включений, а также получать сталь с более низким содержанием серы в связи с её хорошим удалением в безокислительный шлак. Также есть возможность плавно и точно регулировать температуру металла.

### Легирование стали
Для придания стали разнообразных свойств используется процесс легирования стали. Легирование — это процесс изменения состава сплавов путём введения определённых концентраций дополнительных элементов. В зависимости от их состава и концентрации изменяется состав и свойства сплава. Основные легирующие элементы для стали являются: хром (Cr), никель(Ni), марганец (Mn), кремний (Si), молибден (Mo), ванадий (V), бор (B), вольфрам (W), титан (Ti), алюминий (Al), медь (Cu), ниобий (Nb), кобальт (Co). В настоящее время существует большое количество марок стали с различными легирующими элементами.

### Порошковая металлургия
Принципиально иным способом производства сплавов на основе черных металлов является порошковая металлургия. Порошковая металлургия основана на применении порошков металлов с размерами частиц от 0,1 мкм до 0,5 мм, которые сначала спрессовываются, а затем спекаются.

## Цветная металлургия
В цветной металлургии применяются очень разнообразные методы производства цветных металлов. Многие металлы получают пирометаллургическим способом с проведением избирательной восстановительной или окислительной плавки, где часто в качестве источника тепла и химического реагента используют серу, содержащуюся в рудах. Вместе с тем ряд металлов с успехом получают гидрометаллургическим способом с переводом их в растворимые соединения и последующим выщелачиванием.
Часто оказывается наиболее приемлемым электролитический процесс водных растворов или расплавленных сред.
Иногда применяют металлотермические процессы, используя в качестве восстановителей производимых металлов другие металлы с большим сродством к кислороду. Можно указать ещё на такие способы, как химико-термический, цианирование и хлорид-возгонка.

### Производство меди
Известны два способа извлечения меди из руд и концентратов: гидрометаллургический и пирометаллургический.
Гидрометаллургический способ не нашёл широкого применения на практике. Его используют при переработке бедно-окисленных и самородных руд. Этот способ, в отличие от пирометаллургического, не позволяет извлекать попутно с медью драгоценные металлы.
Большую часть меди (85—90 %) производят пирометаллургическим способом из сульфидных руд. При этом параллельно решается задача извлечения из руд, помимо меди, других ценных сопутствующих металлов. Пирометаллургический способ производства меди предусматривает несколько стадий. Основные стадии этого производства включают:
- подготовка руд (обогащение и иногда дополнительно обжиг);
- плавка на штейн (выплавка медного штейна),
- конвертирование штейна с получением черновой меди,
- рафинирование черновой меди (сначала огневое, а затем электролитическое).

### Производство алюминия
Основным современным способом производства алюминия является электролитический способ, состоящий из двух стадий. Первая стадия — это получение глинозёма (Аl2O3) из рудного сырья и вторая — получение жидкого алюминия из глинозёма путём электролиза.
В мировой практике практически весь глинозём получают из бокситов в основном способом Байера, австрийского инженера, работавшего в России. На заводах в России глинозём получают двумя способами из разного типа руд. Из бокситов способом Байера и из бокситов и нефелинов способом спекания. Оба эти способа относятся к щелочным методам выделения глинозема из руд.
Полученный глинозём в дальнейшем идёт в электролизное производство, которое предполагает получение алюминия путём электролиза глинозема, растворённого в расплавленном электролите. Основным компонентом электролита является криолит.
В чистом криолите Na3AlF6 (3NaF·AlF3) отношение NaF: AlF3 равно 3:1. Для экономии электроэнергии необходимо при электролизе иметь это отношение в пределах 2,6—2,8:1, поэтому к криолиту добавляют фтористый алюминий AlF3. Кроме того, для снижения температуры плавления в электролит добавляют немного CaF2, MgF2 и иногда NaCl. Содержание основных компонентов в промышленном электролите находится в следующих пропорциях: Na3AlF6 (75—90) %; AlF3 (5—12) %; MgF2 (2—5) %; CaF2 (2—4) %; Al203 (2—10) %. При повышении содержания Аl2О3 более 10 % резко повышается тугоплавкость электролита, при содержании менее 1,3 % нарушается нормальный режим электролиза.
Алюминий, извлекаемый из электролизных ванн, является алюминием-сырцом. Он содержит металлические (Fe, Si, Cu, Zn и др.) и неметаллические примеси, а также газы (водород, кислород, азот, оксиды углерода, сернистый газ). Неметаллические примеси — это механически увлеченные частицы глинозема, электролит, частицы футеровки и др. Для очистки от механически захваченных примесей, растворённых газов, а также от Na, Ca и Mg алюминий подвергают хлорированию.
Далее алюминий заливают в электрические печи-миксеры или в отражательные печи, где в течение 30—45 мин происходит его отстаивание. Цель этой операции — дополнительное очищение от неметаллических и газовых включений и усреднение состава путём смешения алюминия из разных ванн. Затем алюминий разливают на конвейерных разливочных машинах, получая алюминиевые чушки, либо на установках непрерывного литья в слитки для прокатки или волочения. Таким образом получают алюминий чистотой не менее 99,8 % Аl.

### Производство других цветных металлов
Для производства других цветных металлов — свинца, олова, цинка, вольфрама и молибдена — пользуются некоторыми технологическими приемами, рассмотренными выше, но естественно, что схемы производства этих металлов и агрегаты для их получения имеют свои особенности.